# Liste der Bodendenkmäler in Chiemsee (gemeindefreies Gebiet)
Auf dieser Seite sind die Bodendenkmäler in dem oberbayerischen gemeindefreien Gebiet Chiemsee (gemeindefreies Gebiet) zusammengestellt. Diese Tabelle ist eine Teilliste der Liste der Bodendenkmäler in Bayern. Grundlage ist die Bayerische Denkmalliste, die auf Basis des Bayerischen Denkmalschutzgesetzes vom 1. Oktober 1973 erstmals erstellt wurde und seither durch das Bayerische Landesamt für Denkmalpflege geführt wird. Die folgenden Angaben ersetzen nicht die rechtsverbindliche Auskunft der Denkmalschutzbehörde.

## Bodendenkmäler in Chiemsee (gemeindefreies Gebiet)
| Lage       | Objekt | Akten-Nr.     | Bild         |
| ---------- | --- | ------------- | ------------ |
| (Standort) | Station des Frühmesolithikums und Siedlung des Jung- und Endneolithikums (Münchshöfener Kultur, Mondsee-Gruppe, Altheimer Kultur, Chamer Kultur). | D-1-8140-0106 | Bodendenkmal |